# Score de Liège
L'échelle de Glasgow-Liège (Glasgow-Liege Scale ou GLS) a été inventé en 1982 par Jacques D. Born et ses collaborateurs, dans le but d'améliorer le score de Glasgow (GSC), qui a certaines limites notamment dans les comas profonds. Il démontre alors que l'efficacité prédictive des réflexes du tronc cérébral est meilleure que celle de la réponse motrice. L'utilisation de ces deux paramètres dans une seule échelle, l'échelle de Glasgow-Liège, améliore la précision du pronostic pour les patients souffrant d'un traumatisme crânien grave.
Il reprend l'échelle de Glasgow en y ajoutant une partie spécifique correspondant à l'évaluation des réflexes du tronc cérébral (réflexe fronto-orbiculaire, réflexe oculocéphalique ou oculovestibulaire vertical, réflexe photomoteur, réflexe oculocéphalique ou oculovestibulaire horizontal, réflexe oculocardiaque).
Le GLS étend la sensibilité du GSC dans les phases de coma profond, mais n'est pas plus sensible pour évaluer des patients en état végétatif ou en état de conscience minimale.
Moins connue et plus complexe, cette échelle n'est pas vraiment utilisée en pratique, la plupart des équipes préfèrent l'échelle de Glasgow, plus simple pour la transmission et l'évaluation répétée de l'altération de l'état de conscience. On y ajoute la présence ou non d'altération des réflexes du tronc cérébral.
La présence des réflexes du tronc cérébral est cotée de 0 à 5, ce qui fait passer la classique échelle de Glasgow allant de 3 (coma profond) à 15 (personne parfaitement consciente) à une échelle de Glasgow-Liège allant de 3 à 20. Un score de 3 correspond à un potentiel "coma dépassé" c'est-à-dire à un état de mort cérébrale devant être confirmé par des examens complémentaires.
Réflexes du tronc cérébral
| Réflexe                        | Score |
| ------------------------------ | ----- |
| Fronto-orbiculaire (orbitaire) | 5     |
| Oculo-céphalogyre vertical     | 4     |
| Photomoteur                    | 3     |
| Oculo céphalogyre horizontal   | 2     |
| Oculo-cardiaque                | 1     |
| Rien                           | 0     |

- Réflexe fronto-orbiculaire (orbitaire) : fermeture des paupières après percussion glabellaire (Point de l'os frontal situé entre les arcades sourcilières.
- Réflexe oculo-céphalogyre vertical/horizontal : mouvement des yeux dans le sens vertical/horizontal dans le sens inverse du mouvement imposé de rotation de la tête.
- Réflexe photomoteur : contraction de la pupille lors d'une stimulation lumineuse.
- Réflexe oculo-cardiaque : diminution de la fréquence cardiaque lors de pression sur les yeux.